# Baguette (arme)
Pour les articles homonymes, voir Baguette.

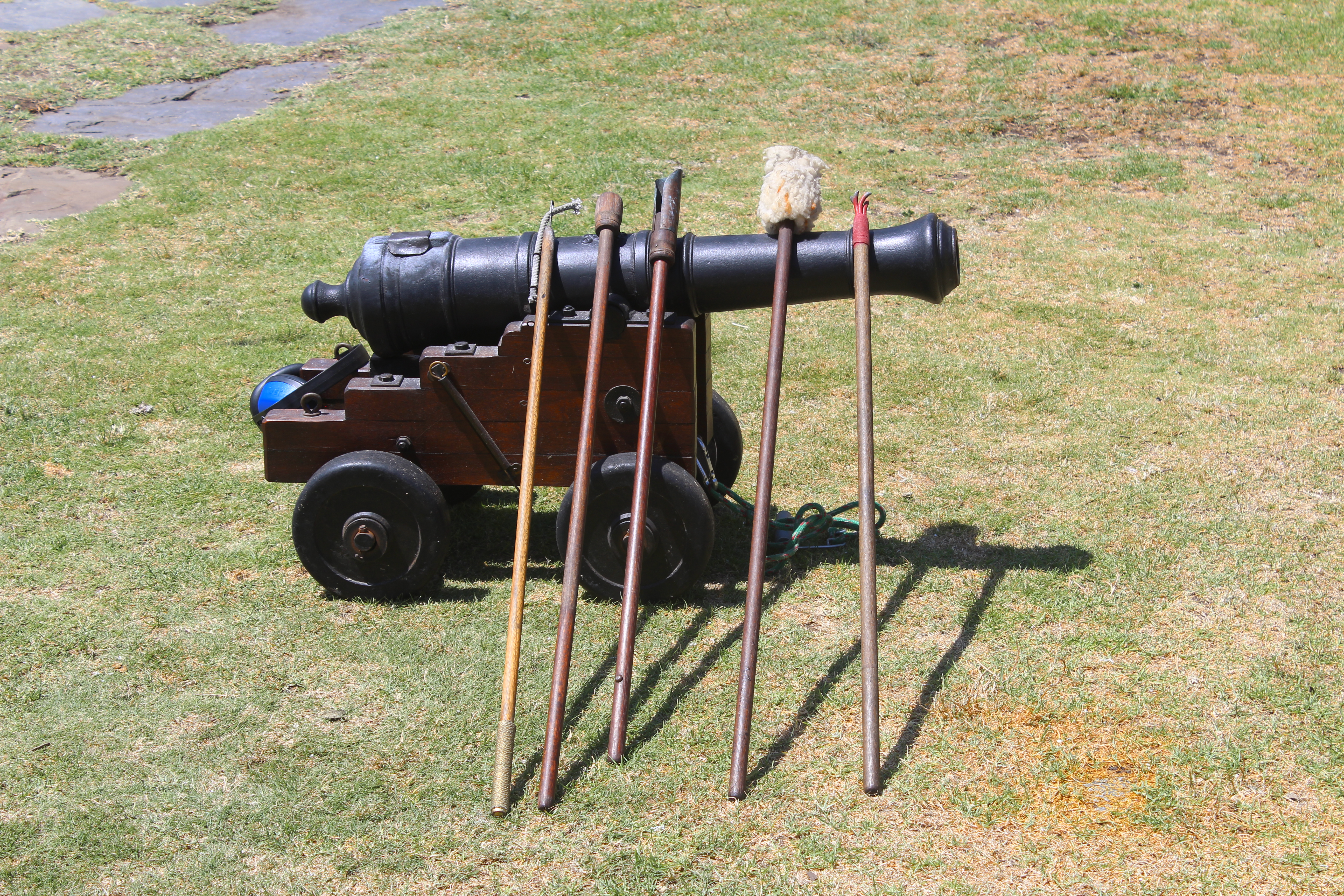
Canon anglais de 2 livres (XVIIIe siècle) exposé au Cap, avec son botefeux, son blaireau et sa baguette.

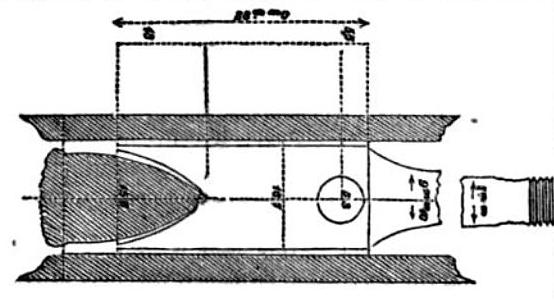
Une baguette, utilisée au XIXe siècle pour les balles cylindrico-conique, comme sur le fusil de Thouvenin ou le fusil Minié.

Une baguette ou refouloir est un dispositif utilisé avec les premières armes à feu pour pousser le projectile contre la poudre. La baguette a été utilisée avec des armes à chargement par la bouche tels que les mousquets et les canons, et était généralement tenue par une encoche située sous le canon.
Les balles ne s'ajustaient pas parfaitement dans le canon et ont souvent été maintenues en place par du papier, mais le tassage était nécessaire pour placer la balle au fond du canon. Le battage était également nécessaire pour tasser la poudre de sorte qu'elle explose et ne fasse long feu (ce qui était une des principales causes de ratés d'allumage).
La baguette peut aussi être équipée d'outils pour diverses opérations, nettoyage du canon ou récupération d'une balle coincée.
Les premiers revolvers étaient chargés un peu comme des fusils — la poudre était versée dans chacune des chambres du cylindre, et une balle était introduite dans chaque alvéole.
Ces revolvers ont en général un mécanisme de battage inclus dans le cadre. L'utilisateur actionne un levier sous le canon du pistolet, qui  pousse une tige dans les chambres.

## Source de la traduction
- (en) Cet article est partiellement ou en totalité issu de l’article de Wikipédia en anglais intitulé « Ramrod » (voir la liste des auteurs).